# Paratifo
Il termine medico paratifo, o febbre paratifoide, raggruppa una serie di manifestazioni tossinfettive batteriche acute che colpiscono il tratto enterico dell'uomo e dell'animale. Esse si presentano sotto tre forme diverse dovute ad agenti patogeni del genere Salmonella, appartenenti alla specie S. paratyphi. Deve il suo nome all'affinità che le sue manifestazioni cliniche presentano con quelle associate alla febbre tifoide.

## Forme e agenti eziologici
Si conoscono tre forme del paratifo, sostenute da tre diversi sierotipi dello stesso agente patogeno:
- Paratifo A, sostenuto da S. paratyphi A.
- Paratifo B, causato da S. paratyphi B.
- Paratifo C, sostenuto da S. paratyphi C (raro in Europa).

## Sintomatologia
Si manifesta con un quadro clinico caratterizzato da dolori addominali, febbre (anche prolungata), feci liquide e frequenti scariche di diarrea.

## Prognosi e terapia
La disponibilità di antibiotici riduce drasticamente, rispetto al passato, la mortalità degli esiti delle forme paratifoidi. 
Per via delle manifestazioni diarroiche, si rende sempre necessario affiancare alla terapia antibiotica l'instaurazione di una terapia idonea a ristabilire gli equilibri idrici e prevenire la disidratazione (soluzione salina o soluzione glucosata).